# 2029 Binomi
2029 Binomi este un asteroid din centura principală, descoperit pe 11 septembrie 1969 de Paul Wild.